# بانک توسعه آسیایی
بانک توسعه آسیایی (به انگلیسی: Asian Development Bank) در ۲۲ اوت سال ۱۹۶۶ به‌منظور توسعه اقتصاد کشورهای آسیایی بنا شده‌است. این بانک که تحت نام UNESCAP یعنی کمیسیون اقتصادی سازمان ملل برای کشورهای آسیائی و شرق دور فعالیت دارد، در آغاز ۳۱ عضو داشت. در حال حاضر دارای ۶۸ عضو است. از جمله ۴۸ عضو از داخل آسیا و اقیانوس آرام و ۱۹ اعضای آن خارج کشورهای آسیایی می‌باشند. این بانک متعلق به بانک جهانی است. در حال حاضر بزرگ‌ترین سهم داران آن ژاپن و ایالات متحده آمریکا با سهم ۵۵۲٬۵۱۲ می‌باشند. بزرگ‌ترین سهم در این بانک ۱۲٬۷۵۶ درصد می‌باشد.

## تاریخچه
تفکر ایجاد این بانک بار اول در ۱۹۶۲ ظهور نمود؛ زیرا در آن ایام کشورهای آسیائی از همکاری بانک جهانی در محدوده بهره می‌بردند. در ۲۲ اوت ۱۹۶۶ این بانک رسماً آغاز بکار نمود. ژاپن جایگاه سهم دار دایمی را اختیار نمود. در سال ۱۹۷۲ ژاپن دارای سهم ۱۷۳٫۷ میلیون دلار (۲۲٫۶ درصد از جمع سرمایه) و ایالات متحده آمریکا داری سهم به ارزش ۱۲۲٫۶ میلیون (۵۹٫۶ درصد از مجموعه سرمایه) را داشتند. ایالات متحده آمریکا ۱٫۶ میلیون را در بخش مخصوص این بانک تخصیص داد.
پس از تأسیس بانک، کشورهای چون مالزی، اندونزی، فیلیپین، تایلند کره جنوبی اخذ قرضه نمودند. این کشورها از سال۱۹۶۷–۱۹۷۲ از مجموع سرمایه بانک ۷۸٫۸ درصد سرمایه را قرض کردند. ژاپن بیشترین مفاد یعنی ۴۱٫۶۷ را نصیب خود کرد. در سال ۱۹۶۸ بانک صد میلیون را در بخش زراعت تخصیص داد. از سال ۱۹۶۶–۱۹۷۲ «ناکشی وطنه بی» رئیس این بانک بود.
باازدیاد مفاد، ژاپن توانست سهم خود را بیشتر نماید. ژاپن در سال۱۹۷۲ ۳۰٫۴ ٪ سهام در سال۱۹۸۱ ۳۵٫۵٪ سهام در سال ۱۹۶۸ ۴۱٫۹٪ سهام در بانک را سهیم گردید. در سال‌های ۱۹۷۳–۱۹۸۶ ۴۵٫۱ ٪ کشورهای اروپائی و ۱۲٫۹٪ آمریکا از مجموع ۲۹٫۴ ٪سرمایه را سهیم بودند. در سال ۱۹۹۳ ژاپن ۵۰ ٪ سهم را گرفت؛ و ژاپن محور اصلی این بانک گردید. از مجموعه ۳۰٫۴ درصد سرمایه بانک، اروپا ۳۹٫۸۵٪ و آمریکا ۱۱٫۷ درصد سهم را دارا بودند.

## سازمان

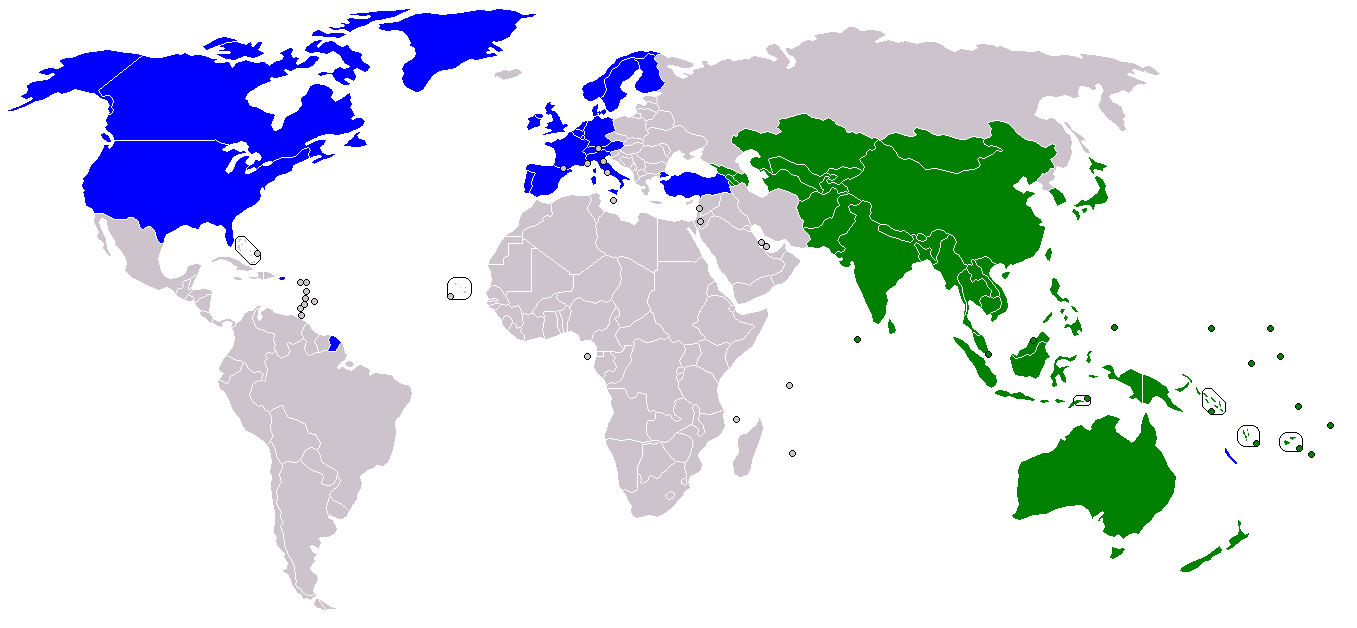

این بانک دارای شورا هیت مدیره رئیس و معاون می‌باشد. هر کشور عضو دارای یک نماینده در بانک است. رئیس معمولاً ژاپنی است چون ژاپن بزرگ‌ترین سهام داراند. این بانک دارای ۲۴۰۰ کارمند است که اکثر کارمندان این بانک فلیپینی هستند. این بانک دارای ۶ تأسیسات در شهرهای مانده لویانک، مانیلا؛ مترو و فیلیپین است. البته در هر کشور عضو یک نمایندگی دارد.

## پروژه‌های بزرگ
این بانک از بدو تأسیس پروژه‌های زیادی را بنا نموده‌است. برخی از آن ها:
- پروژه راه‌آهن حیرتان افغانستان
- سرمایه گزاری دانشگاه ایالتی اوتار
- پروژها اضطراری و حمایت از حادثات زلزله و سونامی (آب خیزی دریا) در اندونزی
- برنامه مکونگ
- استراتژیک مشارکت بخش خصوصی برای کاهش فقر شهری در فیلیپین
- ارزیابی و تدارک عبور خط لوله گاز از افغانستان که قبلاً از طرف کمپانی یونوکال پیشنهادشده بود.
- تخصیص ۱٫۲میلیارد دلار از بحران قریب‌الوقوع در پاکستان و پروژه‌های تولید برق به آن عده از کشورهایی که نیاز مبرم به انرژی برق دارند.
- پروژه راه‌آهن در منطقه کوهستانی غرب هویئی و نواحی شمال شرقی شهر چونگ کینگ کشور چین
- تخصیص کوچک به منظور حمایت از آن عده کمپانی‌های که ارتباط با دولت دارند؛ که پاکستان و هند در زمره آن ا ند.
- پروژه تجدید پذیر کردن تولید برق جزابر کوک

## اعضا

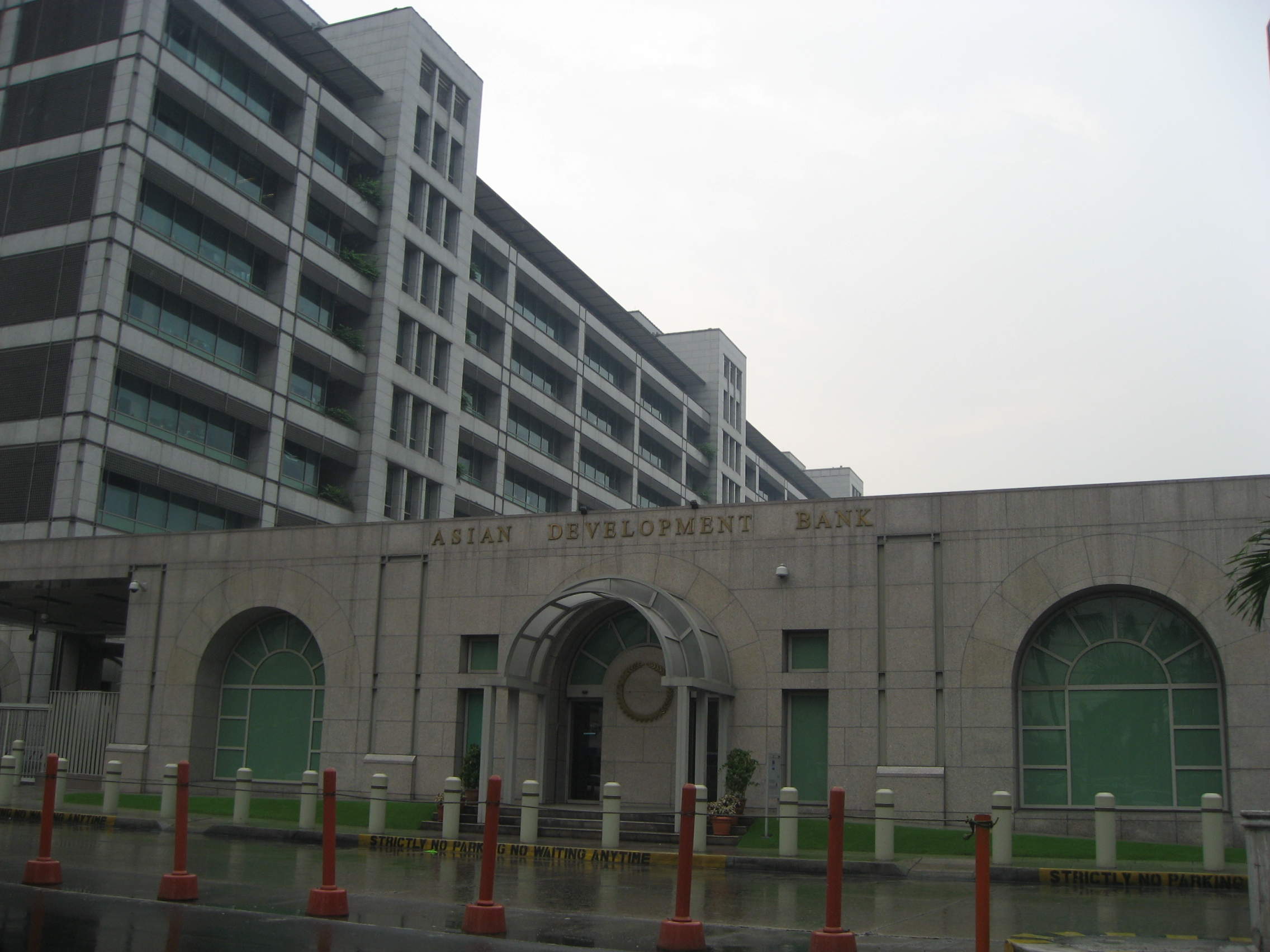

ژاپن و آمریکا از بزرگ‌ترین سهامداران این بانک می‌باشند در سال ۲۰۰۷ هر یک از دو کشور در بانک ۱۵٫۵۷ ٪سهم داشتند. این بانک در سال ۲۰۲۰ دارای ۶۸ عضو بود. تایوان نیز از سهامداران این بانک بودو پس ازآن متعلق به کشور چین گردید. سرمایه هر دو به سهم واحد تبدیل گشت که بدین صورت کشور چین نیز حایز سهم بیشتری گردید.

## اثربخشی این بانک در منطقه
پس از تأسیس این بانک کشورهای منطقه پیشنهادهایی در مورد اصول قرضه تقدیم نمودند. بانک قرضه‌های خویش را زیاده در امورات عام‌المنفعه به کار می‌برد. چنان‌که ۱ بیلیون دلار را به منظور کار و توسعه تجارت در ویتنام تخصیص داده‌است. کمک به سیل زدگان پاکستان، بهبود جاده در بوتان، پروژهآب آشامیدنی در مناطق روستائی کم بودجه، حفاظت از دریاچه تونله بمنظور تلاش از حفاظت ذخایر ماهیان و کار ماهیگیری؛ و ساختن راه بیمارستان معابد و بازار در کامبوج. حمایت از جاده چای بین چین و لاهور، تجدید حیات آموزشی و ارتقاء سویه آموزش در بنگلادش، و ساختن پل مدرسه و کودکستان. به همین ترتیب صدها پروژه کوچک از قبیل چاپ کتاب درسی، تغیر رشته اضطراری، ساختمان برگشت بهتر به خانه، توسعه آموزش کامپیوتر، کمک به خانواده‌های فقیر، و غیره بمنظور رفاه بشری بنا نهاده‌است.